# Motor-Rennboot-Club Berlin
Der Motor-Rennboot-Club Berlin (MRC) ist ein Motorbootsport-Club und wurde am 15. März 1973 in Berlin gegründet. Sein Sitz ist Berlin; er ist beim Amtsgericht Berlin (Charlottenburg) unter Nr. VR 5023 eingetragen. Der Verein hat weltweit Mitglieder, auch in osteuropäischen Ländern und in Übersee. Gründungsmitglieder waren Hans-Georg Krage †, Hans-Dieter Gessner, Dieter König † (König Motoren), Karl Bartel †, Kurt Mischke †, Peter Komoll, Dieter Wagner und H.-G. Mössner.
1978 begann der MRC mit der Jugendarbeit im Deutschen Motoryachtverband (DMYV). Aus dieser Jugendarbeit gingen drei Weltmeister hervor.
Der MRC führte neue Regeln ein, die aus Sicherheitsgründen notwendig erschienen und bis jetzt Bestand haben. Als eine der wesentlichen Neuerungen war in den 1980er Jahren der Jetty-Start. Dieser findet mittlerweile international bei fast allen Rennen Anwendung. In seinem Club hat der MRC zurzeit 28 Weltmeistertitel und 36 Europameistertitel. Bereits acht Mitglieder des MRC sind Träger des Silbernen Lorbeerblatts, der höchsten Auszeichnung des Bundespräsidenten.